# أبريل باولبي
أبريل باولبي (بالإنجليزية: April Bowlby) مواليد 30 يوليو 1980 في فاليهو، كاليفورنيا، الولايات المتحدة، هي ممثلة أمريكية بدأت مسيرتها الفنية عام 2004.

## روابط خارجية
- أبريل باولبي على موقع IMDb (الإنجليزية)
- أبريل باولبي على موقع ميتاكريتيك (الإنجليزية)
- أبريل باولبي على موقع روتن توميتوز (الإنجليزية)
- أبريل باولبي على موقع قاعدة بيانات الأفلام العربية
- أبريل باولبي على موقع ألو سيني (الفرنسية)
- أبريل باولبي على موقع تيرنر كلاسيك موفيز (الإنجليزية)
- أبريل باولبي على موقع أول موفي (الإنجليزية)
- أبريل باولبي على موقع إن إن دي بي (الإنجليزية)
- أبريل باولبي على موقع قاعدة بيانات الفيلم (الإنجليزية)
- أبريل باولبي على موقع كينوبويسك (الروسية)